# EN1-ST02
La route EN1-ST02 est une route nationale reliant Ribeirão Chiqueiro à Tarrafal  dans l'île de Santiago au Cap-Vert.

## Présentation
La route EN1-ST02 relie Praia et Tarrafal via Pedra Badejo en longeant la côte orientale de l’île.
Elle parcourt 60 kilomètres.

## Tracé
- Ribeirão Chiqueiro
- Pedra Badejo
- Calheta de São Miguel
- Achada Monte
- Tarrafal